# St. Michael (Jena)

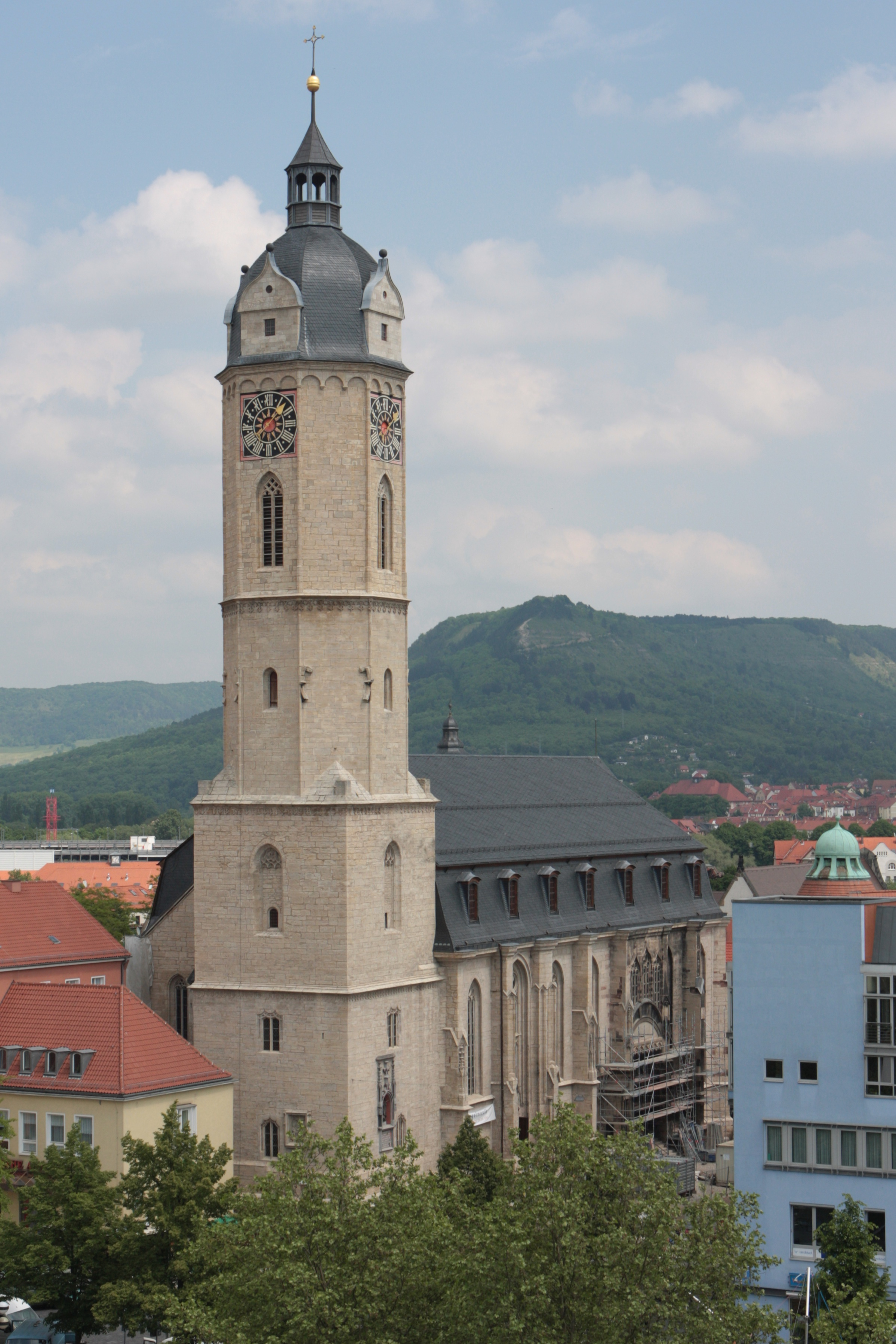
Blick vom Eichplatz auf die Stadtkirche St. Michael in Jena

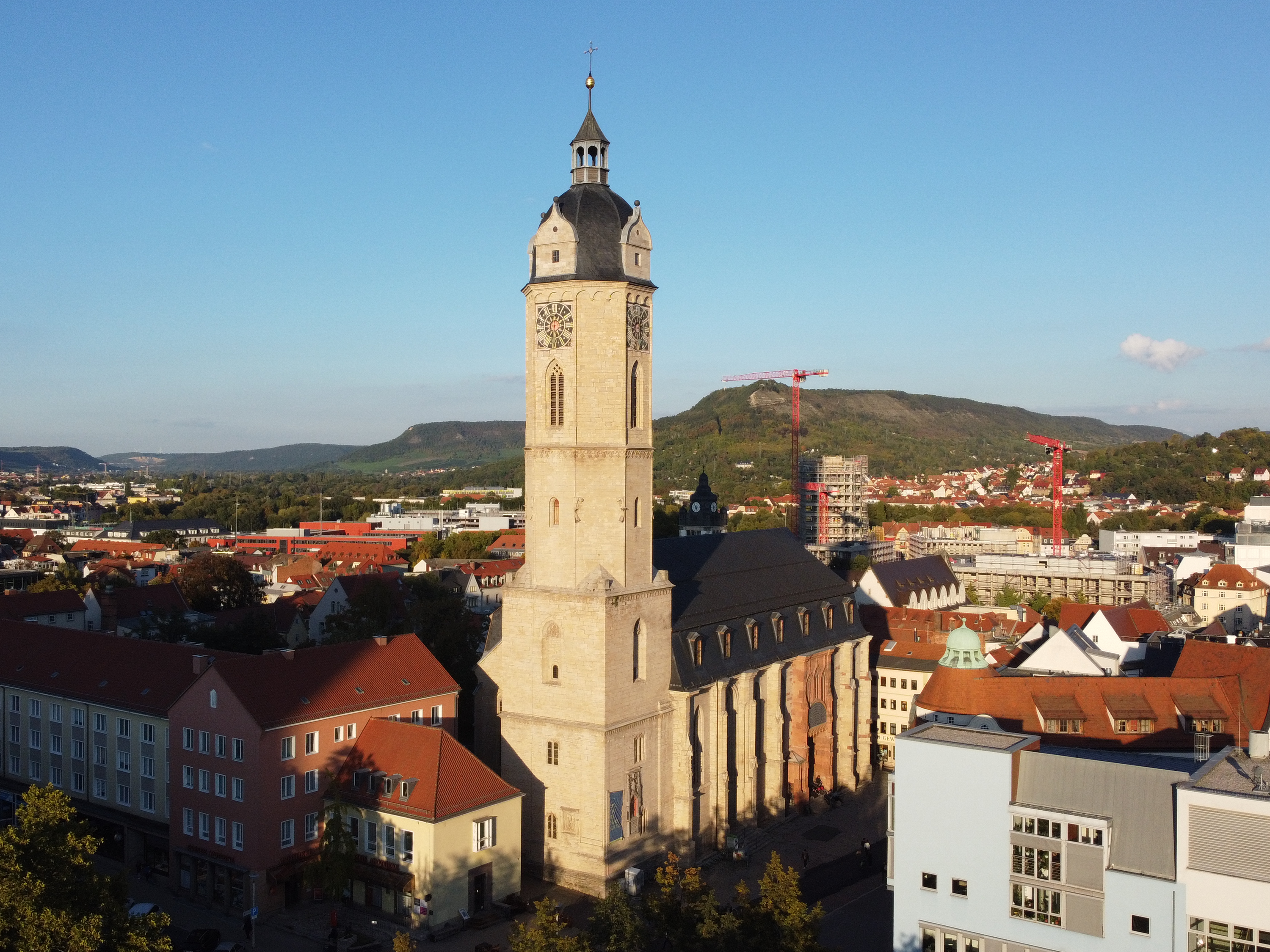
Luftaufnahme, 2022

Die evangelische Stadtkirche St. Michael in Jena ist seit über 750 Jahren Mittelpunkt kirchlichen Lebens der Stadt (Parochialkirche). Regelmäßig wird hier zu Gottesdiensten – in der Regel sonntags 10 Uhr und 18 Uhr beginnend –, zu Zeiten des Gebetes und der Stille wie auch zu kirchenmusikalischen Veranstaltungen eingeladen. Im Stadtzentrum gelegen, prägt sie das Stadtbild. Sie ist die Hauptpredigtkirche im Kirchenkreis Jena.

## Baugeschichte

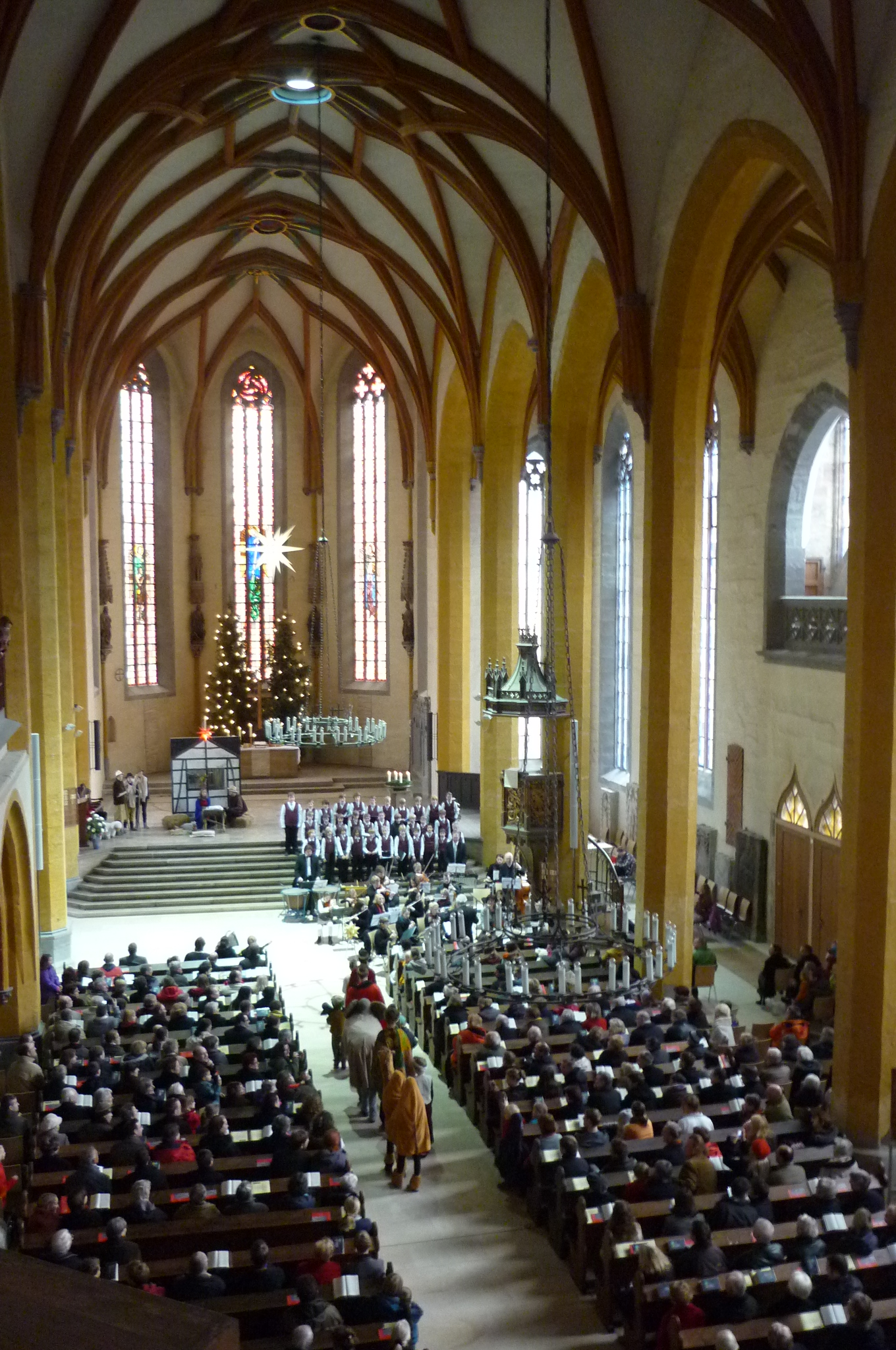
Langhaus der Stadtkirche St. Michael Jena Weihnachtsgottesdienst 2012

Die Stadtkirche hatte zwei romanische Vorgängerbauten. Von diesen gehörte einer zum Zisterzienserinnenkloster, das sich nördlich anschloss. Ausgrabungsfunde weisen auf einen Sakralbau im 11. oder frühen 12. Jahrhundert in einem bereits im 7./8. Jahrhundert angelegten Friedhof hin. Reste sind in der Krypta unter dem Chor zu sehen. Der Bau der heutigen Hallenkirche wurde seit 1380 – nach Fertigstellung des Jenaer Rathauses – in mehreren Bauphasen errichtet. In der ersten Bauphase bis 1450 entstanden der Chor, die Einwölbung des Altarraumes, die drei östlichen Joche des Langhauses und die Südfassade bis zum sechsten Langhausjoch. Nach einem etwa 30 Jahre währenden Baustillstand wurden in einer zweiten Bauphase von 1474 bis 1557 (d. h. bis ein Jahr vor Gründung der Friedrich-Schiller-Universität Jena) das Langhaus vollendet und der Kirchturm wurde errichtet (im Auftrag und auf Kosten des Rates der Stadt – erst seit 1933 gehört der Turm auch juristisch der Kirche).
Im 17. Jahrhundert erfolgten mehrere Instandsetzungsarbeiten am Kirchengebäude. Die Sparkasse der Stadt, die von 1871 bis 1874 insgesamt 4000 Taler für Baumaßnahmen zur Verfügung gestellt hatte, spendete 6000 Mark in den Jahren 1880/1881 für die Beheizbarkeit und weitere 3000 Mark 1886/1887 für die Beleuchtung des Gebäudes.
Im Zweiten Weltkrieg wurde die Stadtkirche wie der gesamte Stadtkern stark zerstört. In den Nachkriegsjahren bis 1956 wurde der Innenraum mit Achteckpfeilern und Sterngewölbe rekonstruiert unter Leitung des Jenaer Architekten Hans Schlag. Turm und Langhaus erhielten schlichte Dächer. In Erinnerung an die Zerstörung am 19. März 1945 ist das Gewölbe der Turmseite einfacher gestaltet, während das Gewölbe des unzerstörten östlichen Langhauses reicher strukturiert ist und die Schlusssteine golden gefasst sind.
Seit 1996 wurde und wird die Stadtkirche in Anlehnung an die Gestalt zur Mitte des 16. Jahrhunderts restauriert unter Leitung von Dombaumeister Wolfgang Deurer. Bauherr ist der Kirchbauverein Jena e. V. Während der 1. Restaurierungsphase (1997–2001) wurde der Kirchturm instand gesetzt mit Rekonstruktion der Renaissance-Haube (Haubenfest am 26. Mai 2000). In der zweiten Phase (2002–2007) wurde das barocke Mansarddach rekonstruiert sowie die Fassaden einschließlich des Gerichtsportals restauriert. Die aufwändige Restaurierung des Brautportals in einer 3. Bauphase hat 2008 begonnen. Beendet wurde dieser Abschnitt der Restaurierungen im Dezember 2011.

## Stadt- und Kirchenpatron Michael

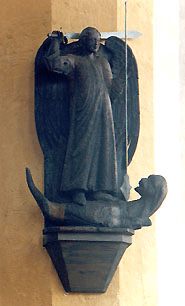
Spätgotische Holzplastik des Erzengels Michael

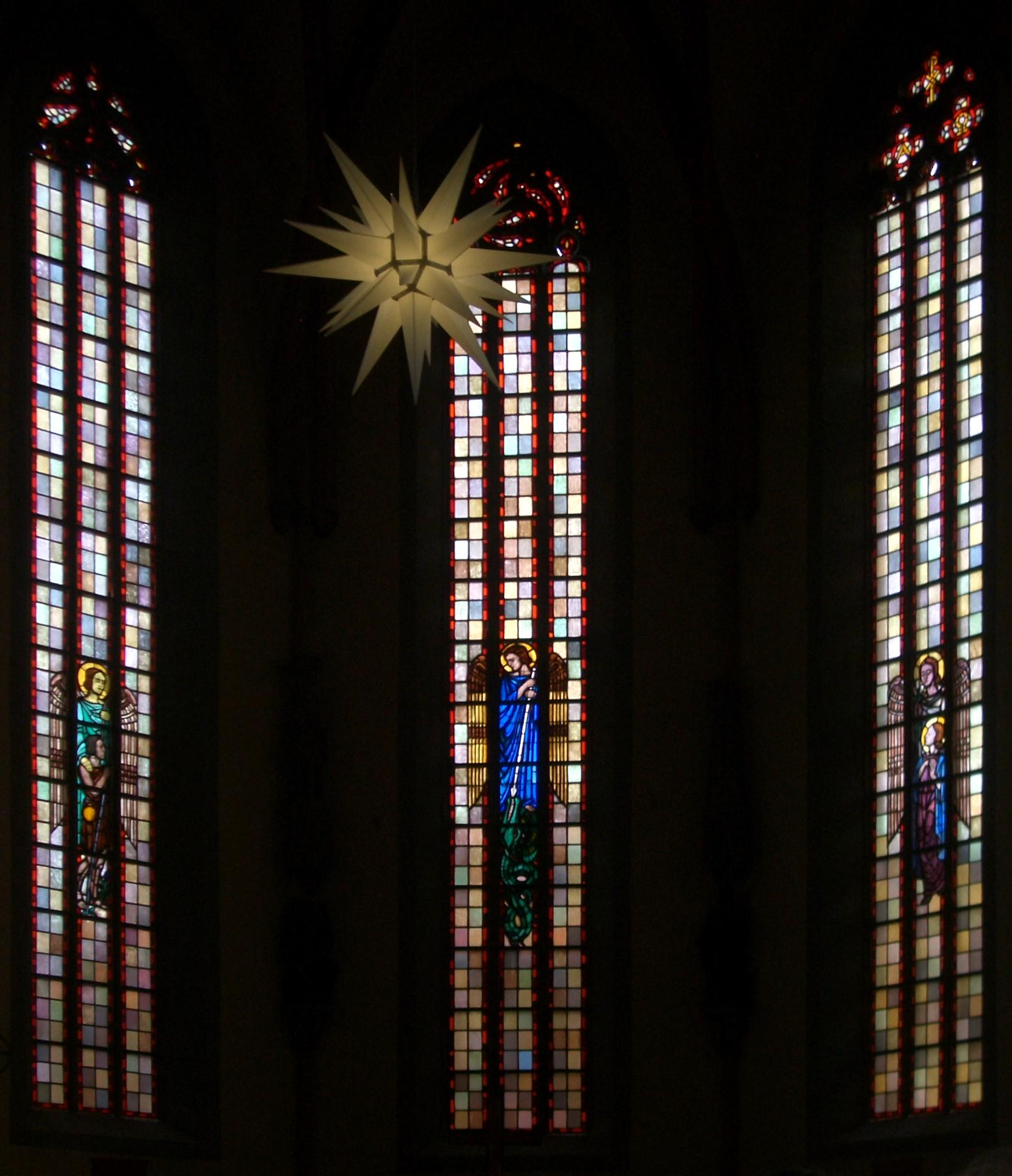
Glaskunstfenster von Fritz Körner im Chorraum von St. Michael in Jena

Der Patron der Stadtkirche, der Erzengel Michael, ist seit dem 13. Jahrhundert auch Stadtpatron und als Drachentöter die zentrale Gestalt im Stadtwappen sowie vielfach auch künstlerisches Element in und an anderen sakralen und profanen Bauwerken der Stadt. Die Stadtkirche zierten nacheinander verschiedene Skulpturen des Erzengels. Die spätromanische Holzskulptur des Angelus jenensis („Michael I“) war einstmals außen in der Turmnische angebracht. Dort befindet sich heute eine moderne Bronzeplastik des Erzengels aus dem Jahre 2002, während „Michael I“ in den 50er Jahren – ikonografisch korrekt – über dem Gerichtsportal stand und heute im Innern der Stadtkirche angebracht ist (s. „Ausstattung“). Eine spätgotische Skulptur des Erzengels („Michael II“) ist gegenwärtig im Erfurter Angermuseum und eine zeitgenössische Kopie ist im Christlichen Gymnasium Jena zu sehen.

## Äußere Gestalt
Die Stadtkirche in Jena ist eine dreischiffige spätgotische Hallenkirche mit einem 40 Meter langen Mittelschiff und hohen Seitenschiffen. Die Längsachse der Schiffe ist zwischen dem dritten und vierten Joch um 3° geknickt, so dass die Achsen am Ende des Mittelschiffes um mehr als 1 Meter differieren.
Weit im Saaletal sichtbar ist der 75 Meter hohe achteckige Turm mit Renaissance-Haube und Einzeigeruhr. An der Westwand des Turms zeigt ein Steinrelief die Kreuzigungsszene und die Stifterfamilie (1487).
In der Südfassade – der Schauseite – der Stadtkirche befinden sich das Gerichtsportal und weiter östlich gelegen das reich verzierte Brautportal. Vor der Brauttür wurden die Trauungen vorgenommen, die im Mittelalter als weltliche Handlungen galten. Nach der Hochzeitszeremonie im Freien zog der Priester mit dem Brautpaar in die Kirche ein, um die Brautmesse zu feiern. Das Brautportal wurde bis zum Jahr 2014 aufwändig saniert und rekonstruiert, wofür auch 1,6 Millionen Euro des Europäischen Fonds für regionale Entwicklung eingesetzt wurden. Das Bogenfeld zwischen dem historischen Vorhang-Fries über dem Portal und dem Bogen wurde neuzeitlich gestaltet, da keine Darstellungen der ursprünglichen Fassung vorlagen. Christine Triebsch (Kunsthochschule Burg Giebichenstein) schuf in Zusammenarbeit mit der Glasmalerei Peters ein modernes teiltransparentes Bogenfeld, das geöffnet werden kann.
Ein barriere-freier Zugang in die Kirche befindet sich an der westlichen Turmseite.
Eine Besonderheit ist die ehemalige Prozessionskavate, ein von der Straße her offener Durchgang unter dem Hochchor (Sanctuarium). Sie ist das erste der „Sieben Wunder“ Jenas (Ara – Altar) und diente den Nonnen des Zisterzienserinnen-Klosters als Weg für liturgische Umzüge.

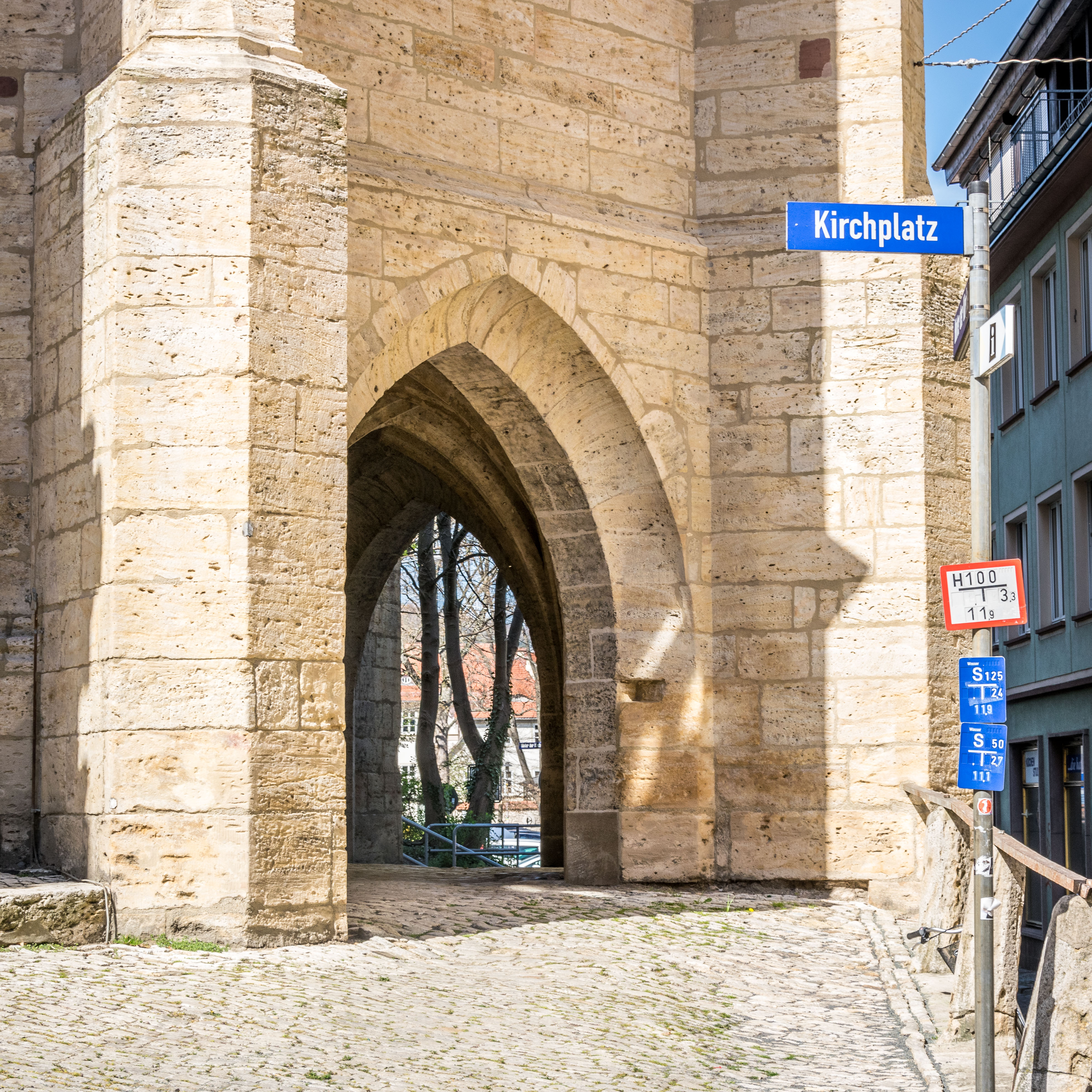
Durchgang unter dem Chor der Stadtkirche St. Michael.
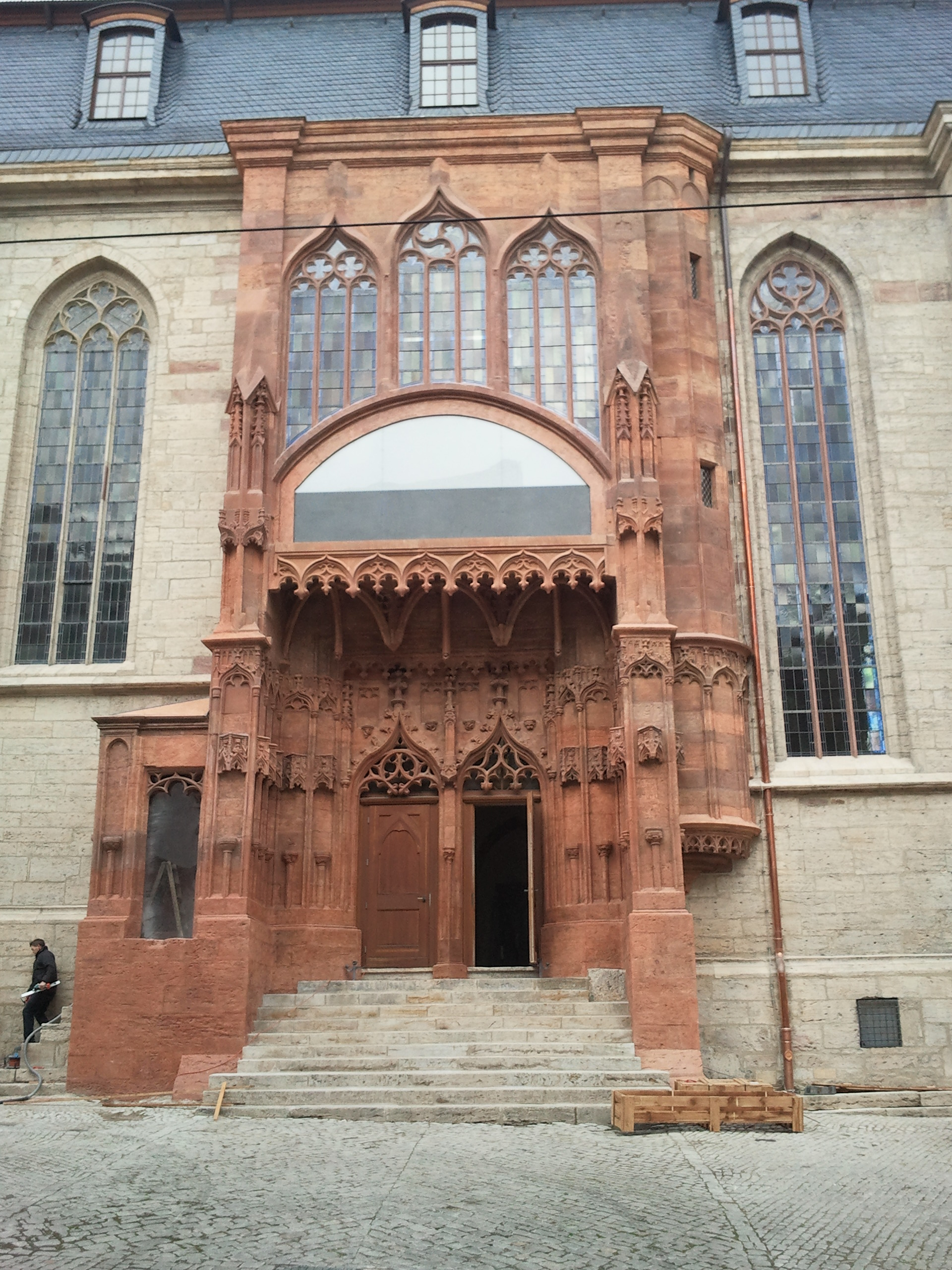
Brautportal der Stadtkirche St. Michael in Jena
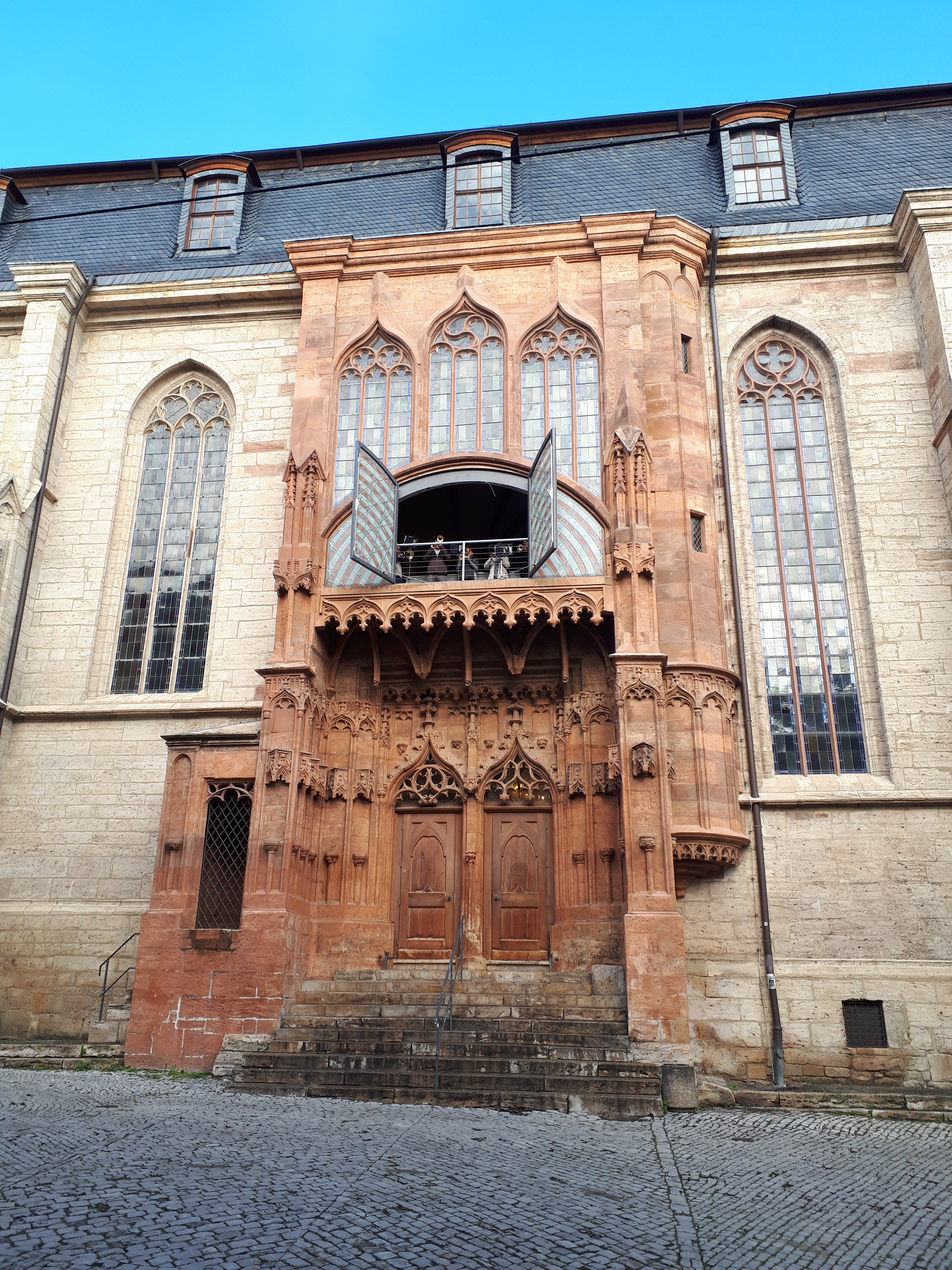
Brautportal mit Posaunenchor im geöffneten Bogenfeld
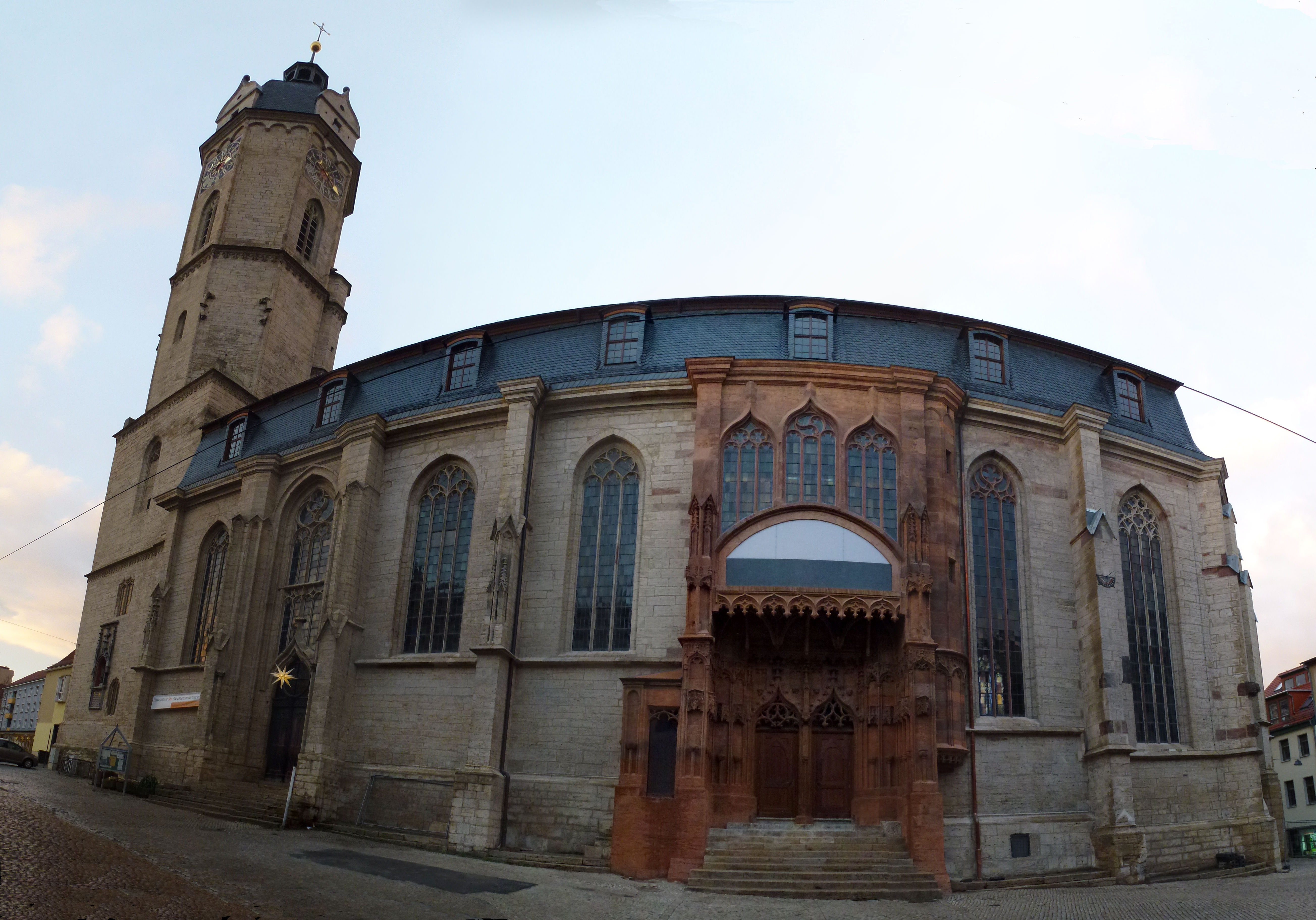
Südfront mit Brautportal
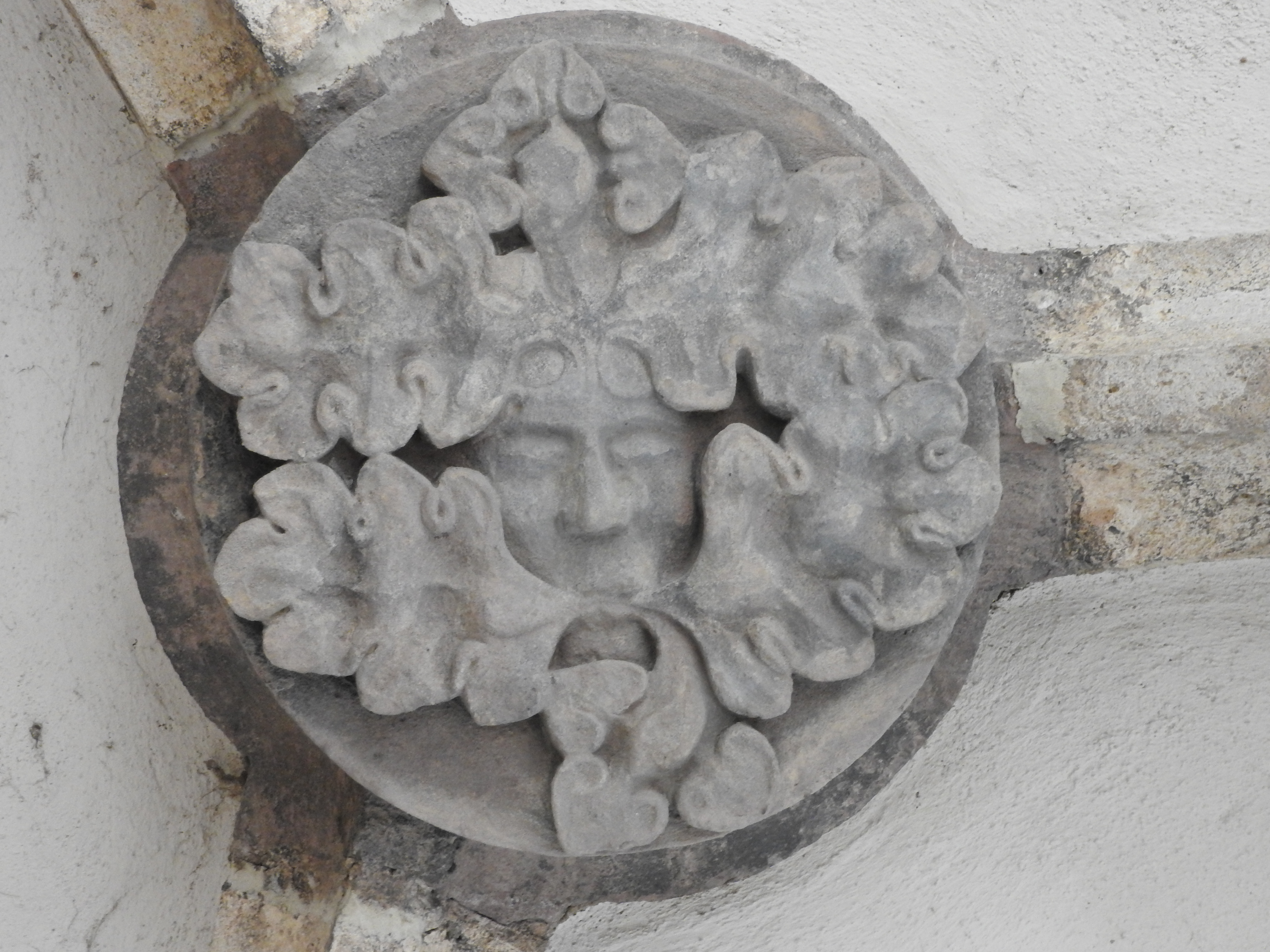
Schlussstein Deckengewölbe mit Blattmaske
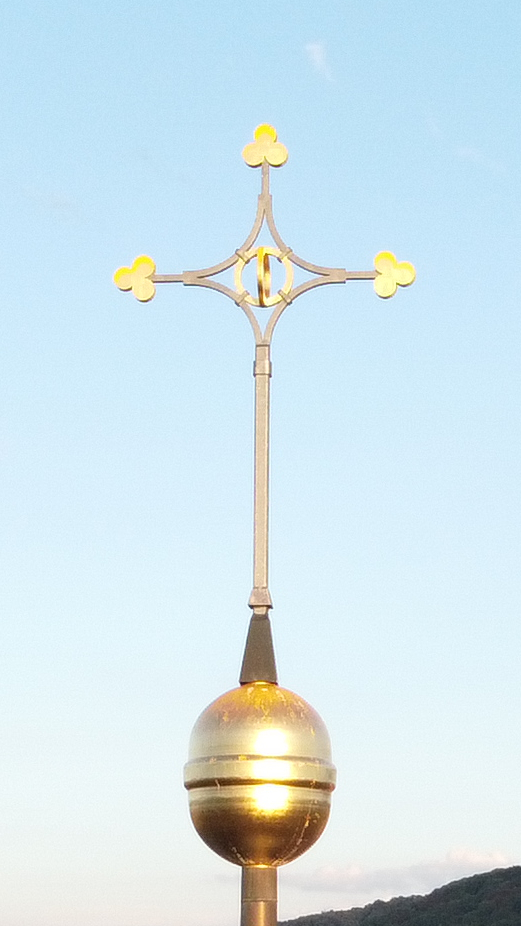
Kreuz auf der Kirchturmspitze
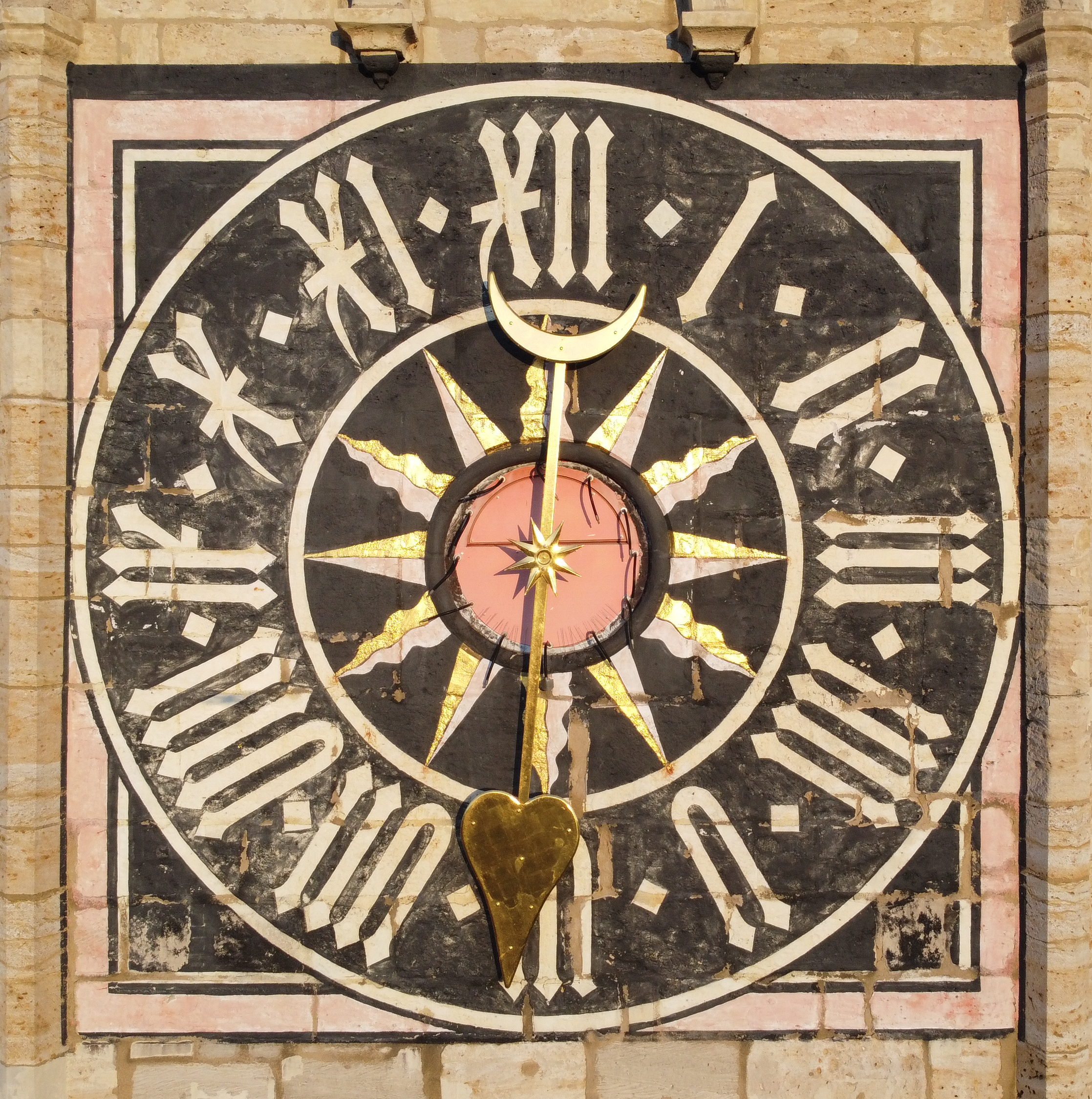
Zifferblatt auf der Vorderseite

## Ausstattung

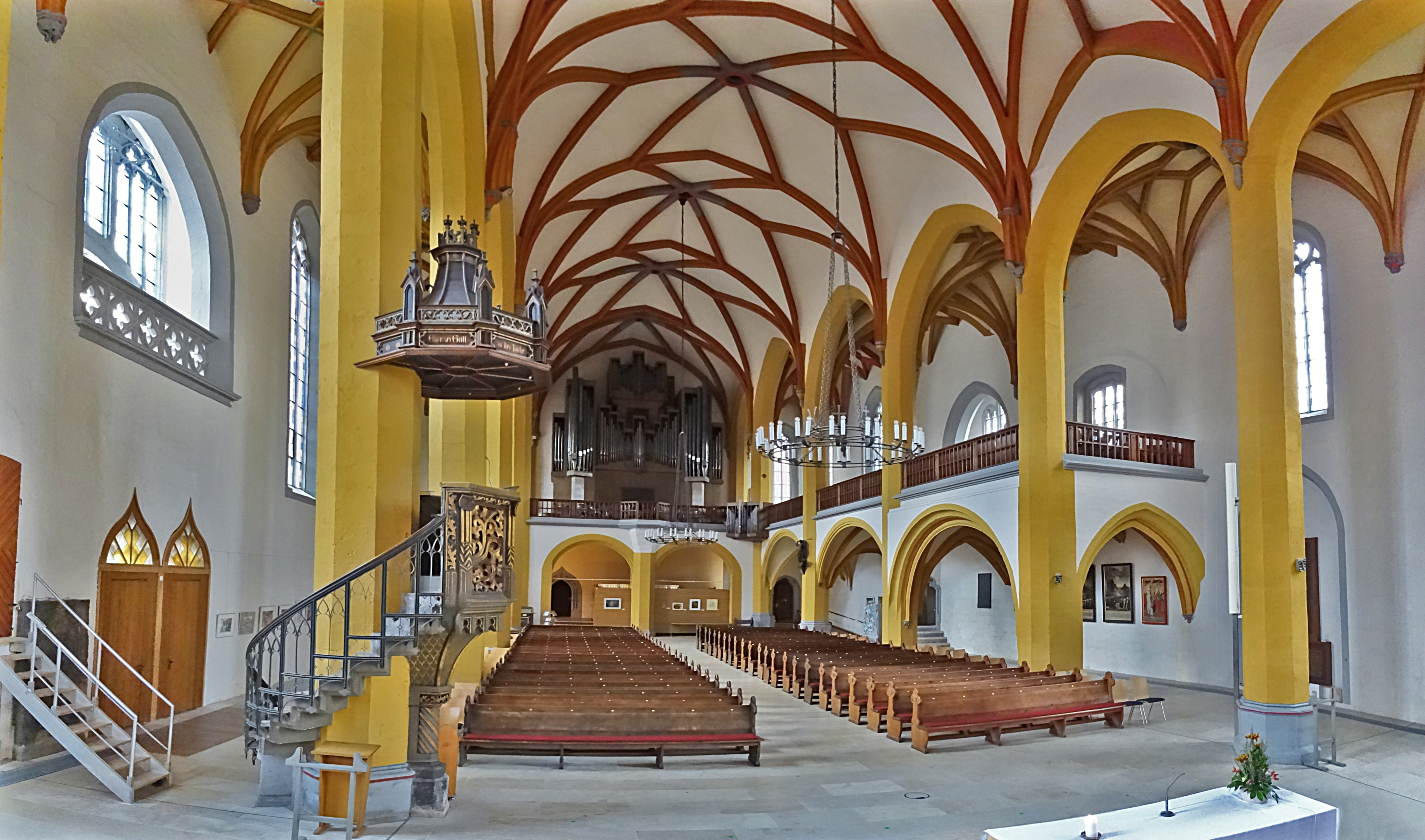
Innenansicht nach Westen

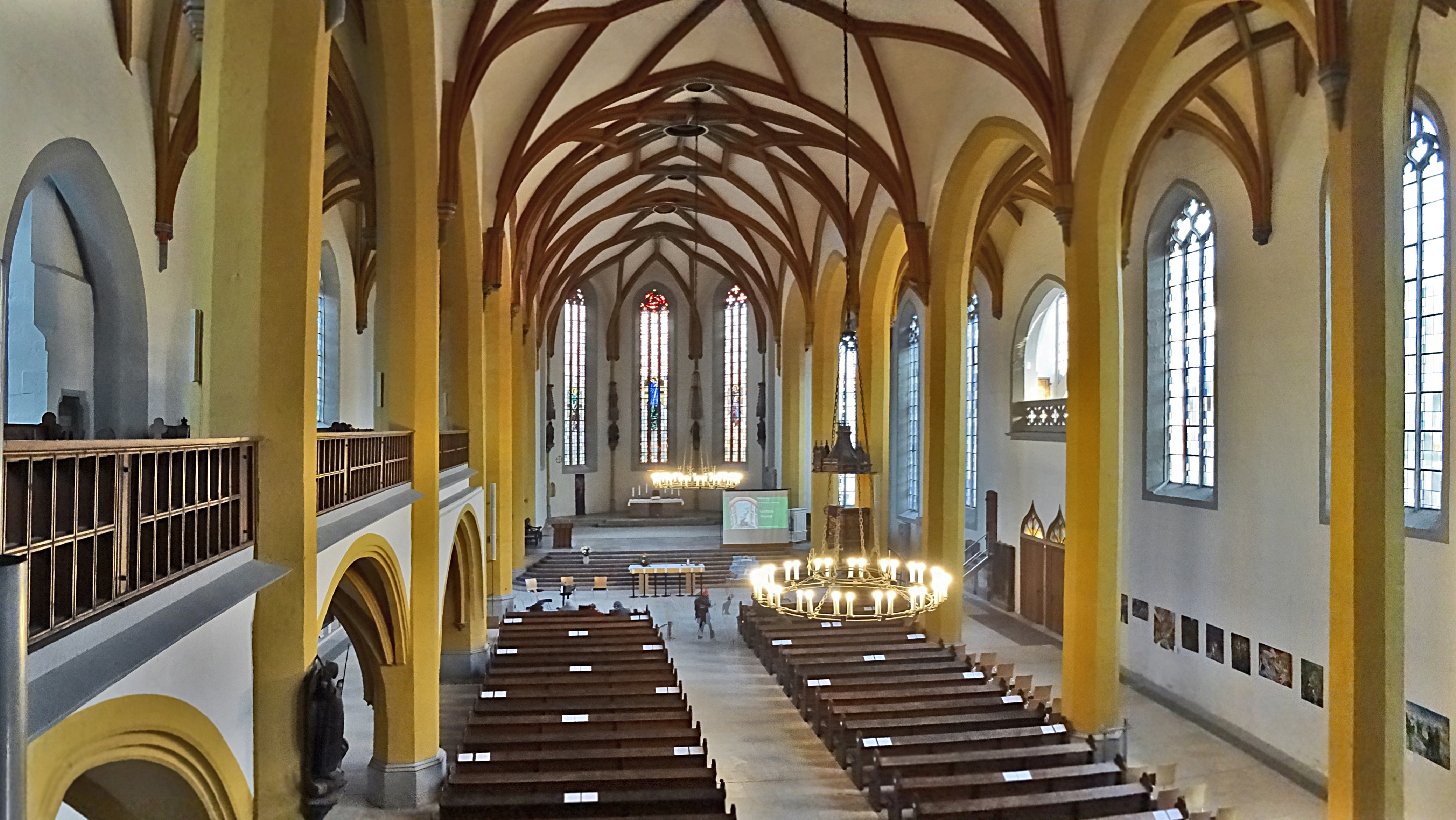
Innenansicht nach Osten

Das bedeutendste Kunstwerk ist die Holzplastik des Angelus jenensis, Erzengel Michael mit Lanze, Schwert und Drache, aus spätromanischer Zeit (um 1240, Linden- und Eichenholz). Sie entstand in der ersten Hälfte des 13. Jahrhunderts in einer Bamberger Werkstatt. Als der alte Jenaer Merkvers noch „Angelus, Ara, Caput, Mons, Pons, Vulpecula Turris“ lautete, war Angelus der Engel, der sich auf den St. Michael bezog, das bedeutendste der Jenaer Wahrzeichen. Seit dem Abschluss der Innensanierung im Sommer 2014 ist sie gegenüber dem Haupteingang (Gerichtsportal) an einem hinteren Pfeiler der Nordarkaden zu sehen.
Die Kanzel, von der der Reformator Martin Luther mehrfach predigte, stammt aus der Zeit vor 1507. Die bronzene Grabplatte Martin Luthers, 1549 vom Erfurter Glockengießer Heinrich Ziegler nach einer Bildvorlage von Lucas Cranach d. Ä. gefertigt, war ursprünglich zur Aufstellung in Wittenberg bestimmt. Im Ergebnis des Schmalkaldischen Krieges verblieb sie aber in Jena, während in Wittenberg eine Kopie aufgestellt wurde. Eine Schnitzfigur des heiligen Wolfgang aus dem frühen 16. Jahrhundert wurde 1992 gestohlen.
Im Chor, den Hochaltar umstehend, sind die vier Evangelisten als Holzfiguren unter steinernen Baldachinen zu sehen (19. Jahrhundert). Die Ausmalung darunter zeigt das Weihekreuz in der Form des Radkreuzes. Darüber, in der Mitte des Chores, zeigen Glaskunstfenster den Hl. Michael (mit Lanze und Drachen) sowie links und rechts davon die Erzengel Raphael (mit Tobias) und Gabriel (mit Maria). Sie wurden 1954 vom Jenaer Künstler Fritz Körner gestaltet.
Unter dem Chor befindet sich eine so genannte Unterkirche, deren nördlicher Teil Ende des 17. Jahrhunderts als Gruft der Herzöge von Sachsen-Jena diente (Prothesis). Besondere Beachtung verdient das kunstvolle Gewölbe über dem Langhaus mit einem Wechsel von Stern- und Linienfiguren. Von den Säulen streben Rippen in jeweils 4, 6, 7 oder 8 Strahlen hinauf zu vielgestaltigen Schlusssteinen. Bemerkenswert sind auch (Baumeister- und eine Affen-) Konsolen an den Pfeilern.
Die nördliche Empore war ursprünglich den Nonnen des angrenzenden Zisterzienserinnenklosters vorbehalten, die hier am Gottesdienst in der Bürgerkirche teilnehmen konnten. Als Besonderheit findet man auf dieser Empore ein Beichtfenster, das zwei kleine Räume verbindet, ein Raum mit heute verschlossenem Zugang für die Nonnen und einer für den Beichtvater mit Zugang zum Inneren der Stadtkirche.

### Glocken
Das Geläut der Stadtkirche St. Michael in Jena besteht aus fünf Bronze-Kirchenglocken. Sie wurden 1947 von der Glockengießerei Schilling in Apolda gegossen. Mit dem Klangbild nach dem Parsifal-Motiv e-g-a-c von Richard Wagner verkünden die Glocken die zentrale Heilsbotschaft christlichen Glaubens. Es symbolisiert die Abendmahlsgemeinschaft.
| Nr. | Name       | Masse (kg) | Schlagton | Inschrift                                                                                        |
| 1   | Seherin    | 2.800      | c1        | Siehe, ich mache alles neu, ich bin das A und O, der Anfang und das Ende. (Offenb. Joh. 21, 5.6) |
| 2   | Predigerin | 970        | e1        | Ist Gott für uns, wer mag wider uns sein? (Römer 8, 31)                                          |
| 3   | Trösterin  | 550        | g1        | Kommt her zu mir alle, die ihr mühselig und beladen seid! (Matth. 11, 28)                        |
| 4   | Mahnerin   | 390        | a1        | Die Furcht des Herrn ist der Weisheit Anfang. (Psalm 111, 10).                                   |
| 5   | Ruferin    | 210        | c2        | O, Land, Land, Land, höre des Herren Wort! (Jeremias 22, 29)                                     |

Glocken-Ritzzeichnungen
Die 1415 gegossenen Festglocke (auch: Große Glocke genannt) und Wetterglocke (auch: Kleine Glocke) hatten seltene, kunsthistorisch bedeutsame Glockenritzzeichnungen, die in einem Werk der Kunsthistorikerin Ingrid Schulze von 2006 gewürdigt werden.

### Orgel

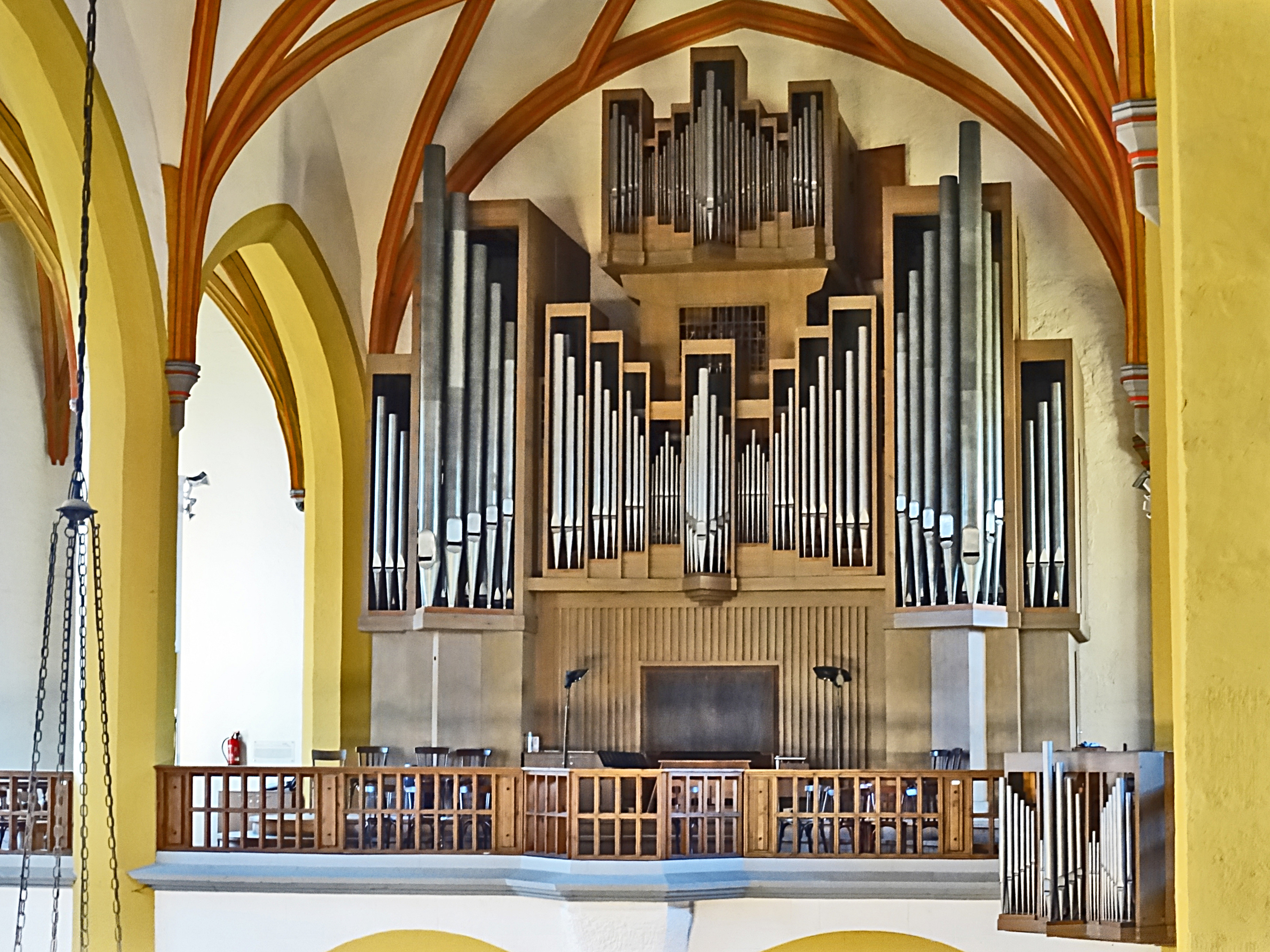
Schuke-Orgel mit Rückpositiv

Bereits Anfang des 16. Jahrhunderts muss in der Stadtkirche eine Orgel vorhanden gewesen sein, da für 1518 die Reparatur einer Orgel belegt ist. Georg Christoph Stertzing baute unter Federführung des Organisten und Komponisten Johann Nikolaus Bach im Jahr 1706 eine neue Orgel mit drei Manualen und 44 Registern. Ihre Pedalregister „Contrabaß gedoppelt, 32 Fuß gedackt und 16 Fuß offen, beyde auf einem Stocke“ müssen der Orgel eine gerühmte Gravität verliehen haben.
Zu den Organisten an der Jenaer Stadtkirche gehörte auch Max Reger. Seit Mai 2025 ist Lukas Förster Organist und Kantor an der Stadtkirche St. Michael.  Seine Vorgänger waren Ernst-Otto Göring, Eike Reuter und Martin Meier.

#### Hauptorgel
Bis 1945 beherbergte St. Michael eine große Orgel, die 1909 von dem Orgelbauer Wilhelm Sauer erbaut worden war. Das Instrument, das 92 Register und vier Manuale hatte und damals die größte Orgel Mitteldeutschlands war, wurde im März 1945 bei Bombenangriffen auf Jena zerstört. Die heutige, nunmehr vierte Orgel wurde 1963 von dem Orgelbauer Alexander Schuke (Potsdam) erbaut. Das Schleifladen-Instrument hat 51 Register (ca. 4.500 Pfeifen) auf drei Manualen und Pedal. Die Spieltrakturen sind mechanisch, die Registertrakturen sind elektropneumatisch. Der Prospekt wurde von Fritz Leweke gestaltet.
| I Rückpositiv C–g3 |       |  |
| Holzgedackt        | 8′    |  |
| Prinzipal          | 4′    |  |
| Rohrflöte          | 4′    |  |
| Oktave             | 2′    |  |
| Quinte             | 1 ⁄3′ |  |
| Oktave             | 1′    |  |
| Scharff III–IV     |       |  |
| Vox humana         | 8′    |  |
| Tremulant          |       |  |

| II Hauptwerk C–g3 |       |  |
| Bordun            | 16′   |  |
| Prinzipal         | 8′    |  |
| Gedackt           | 8′    |  |
| Spitzflöte        | 8′    |  |
| Oktave            | 4′    |  |
| Koppelflöte       | 4′    |  |
| Nassat            | 2 ⁄3′ |  |
| Oktave            | 2′    |  |
| Flachflöte        | 2′    |  |
| Rauschpfeife II   |       |  |
| Mixtur V–VII      |       |  |
| Scharff IV        |       |  |
| Trompete          | 16′   |  |
| Trompete          | 8′    |  |

| III Oberwerk C-g3 |        |  |
| Rohrflöte         | 8′     |  |
| Quintadena        | 8′     |  |
| Salizional        | 8′     |  |
| Prinzipal         | 4′     |  |
| Nachthorn         | 4′     |  |
| Feldpfeife        | 4′     |  |
| Rohrnassat        | 2 ⁄3′  |  |
| Waldflöte         | 2′     |  |
| Terz              | 1 3⁄5′ |  |
| Quinte            | 1 ⁄3′  |  |
| Sifflöte          | 1′     |  |
| Mixtur V          |        |  |
| Cymbel III        |        |  |
| Rankette          | 16′    |  |
| Krummhorn         | 8′     |  |
| Tremulant         |        |  |

| Pedal C–f1      |         |  |
| Prinzipal       | 16′     |  |
| Subbass         | 16′     |  |
| Quinte          | 10 2⁄3′ |  |
| Oktave          | 8′      |  |
| Bassflöte       | 8′      |  |
| Oktave          | 4′      |  |
| Rohrpommer      | 4′      |  |
| Bauernflöte     | 2′      |  |
| Bassaliquote IV |         |  |
| Mixtur VI       |         |  |
| Posaune         | 16′     |  |
| Trompete        | 8′      |  |
| Clairon         | 4′      |  |
| Singend Cornet  | 2′      |  |

- Koppeln: I/II, III/II, I/P, III/P.

#### Positiv

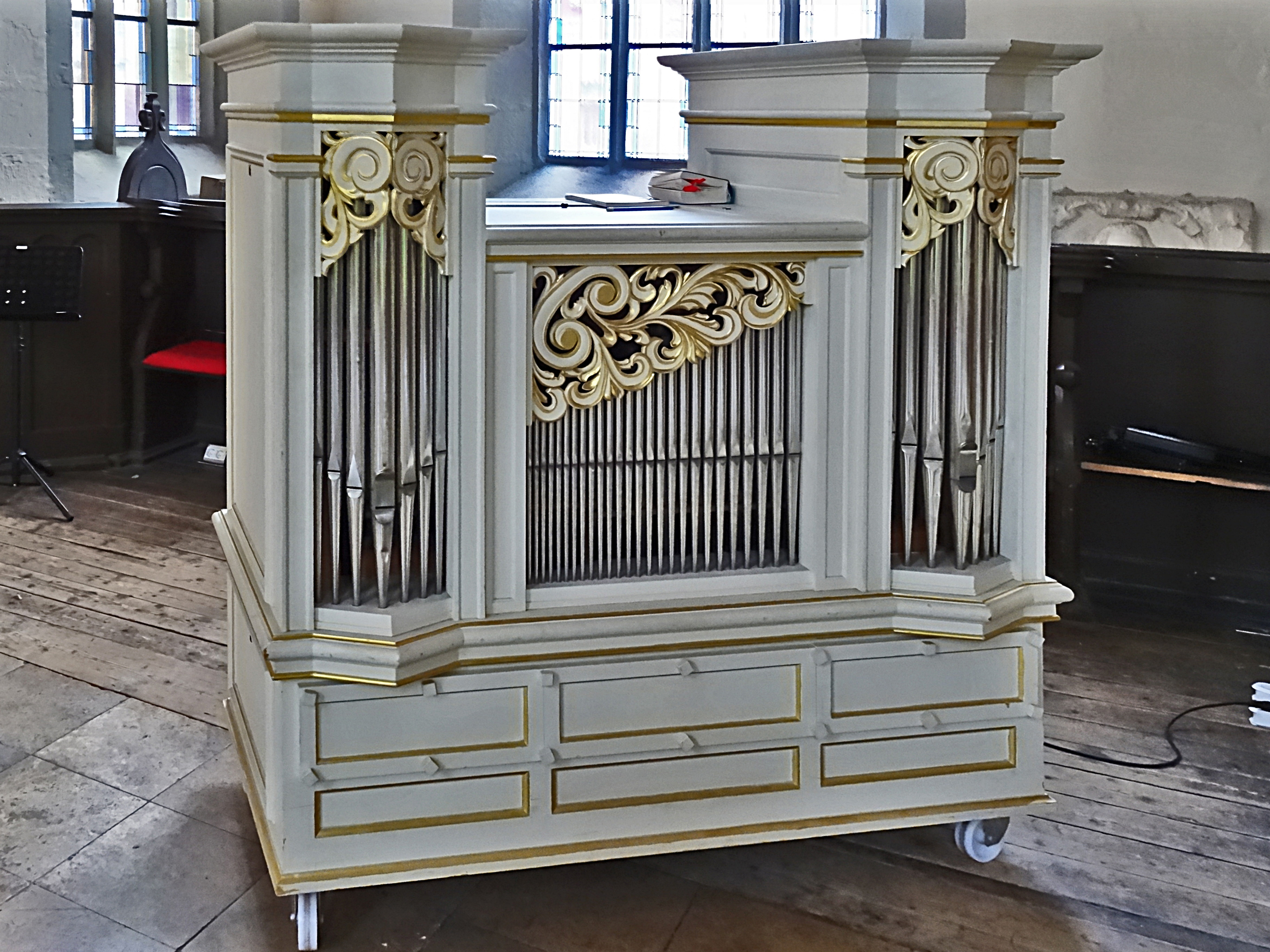
Kutter-Orgel

Seit 2010 befindet sich ein Positiv im Chor der Kirche. Gebaut wurde es 1993 von Bernhard Kutter als Meisterstück.
Die Register- und Tontraktur sind mechanisch.
| Manual C–f3 |       |
| Gedackt     | 8′    |
| Rohrflöte   | 4′    |
| Nasat       | 2 ⁄3′ |
| Principal   | 2′    |
| Sifflet     | 1′    |
| Tremulant   |       |

Anmerkungen
1. ↑  Geteilt in Diskant und Bass

## Krypta

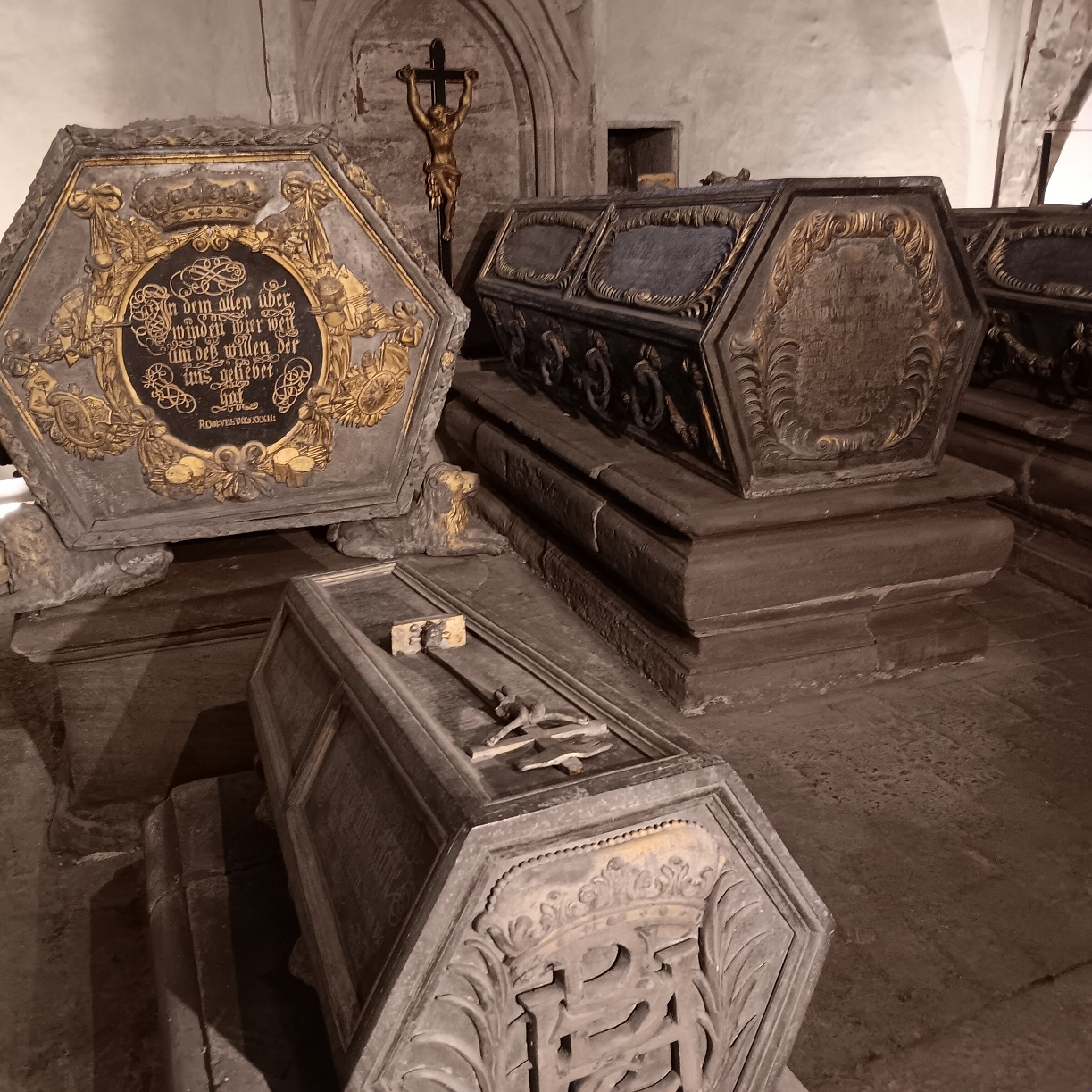
Sarkophage in der Krypta der Stadtkirche St. Michael von Jena

In der Krypta unterhalb des Altars befinden sich vier Sarkophage des Jenaer Fürstengeschlechts Sachsen-Jena, das im letzten Drittel des 17. Jahrhunderts in Jena regierte: Herzog Bernhard (1638–1678, im Bild rechts teils verdeckt) und seiner Gemahlin Marie Charlotte geb. Herzogin de la Trémoille (1632–1682, mittlerer Sarkophag) sowie von deren Söhnen Bernhard (1667–1668, vorn) und Johann Wilhelm (1675–1690, Sarkophag links hinten). Eine benachbarte Ausstellung zeigt in Vitrinen Ausgrabungsfunde und liturgisches Gerät.

## Kirchengeschichte

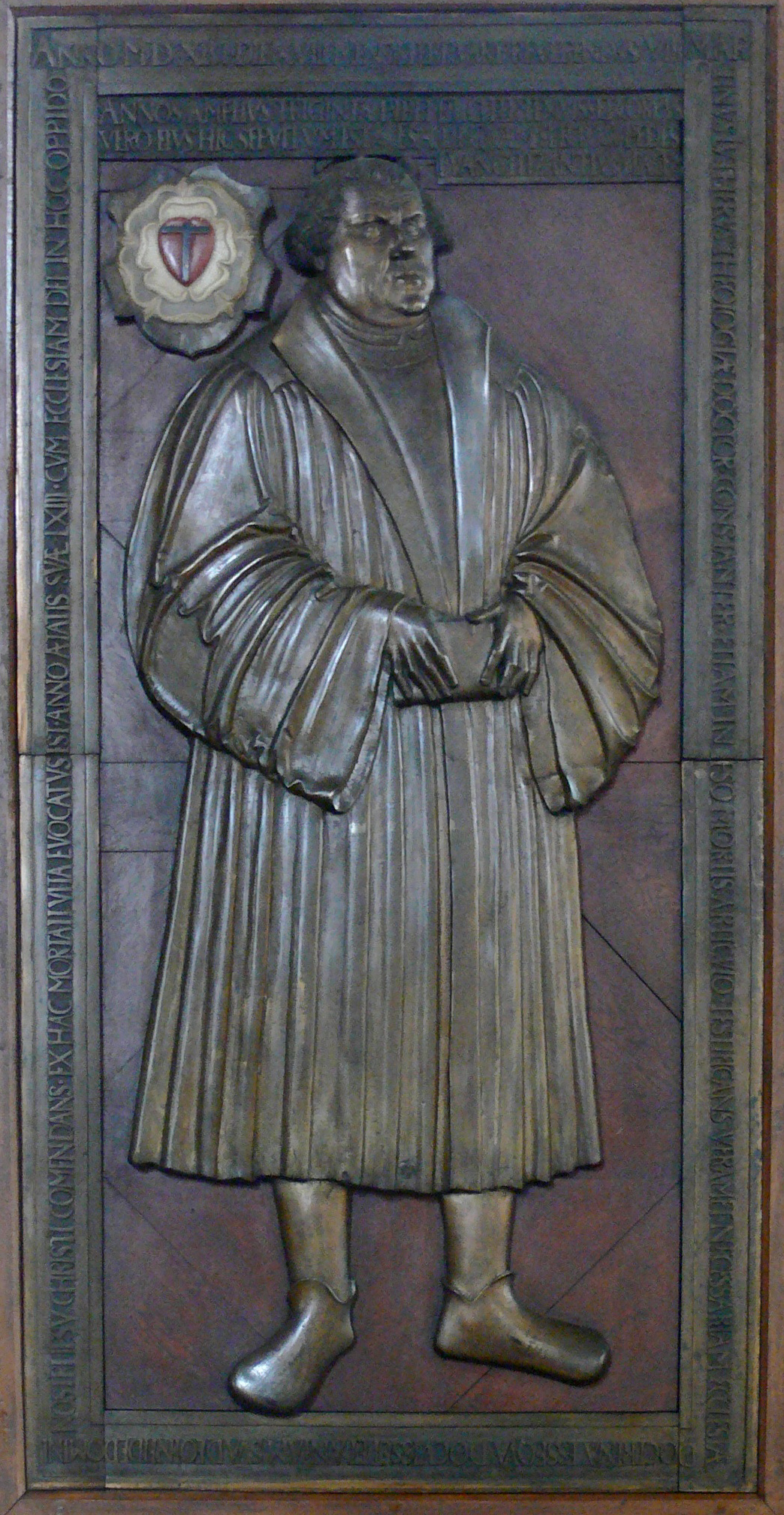
Grabplatte Martin Luthers

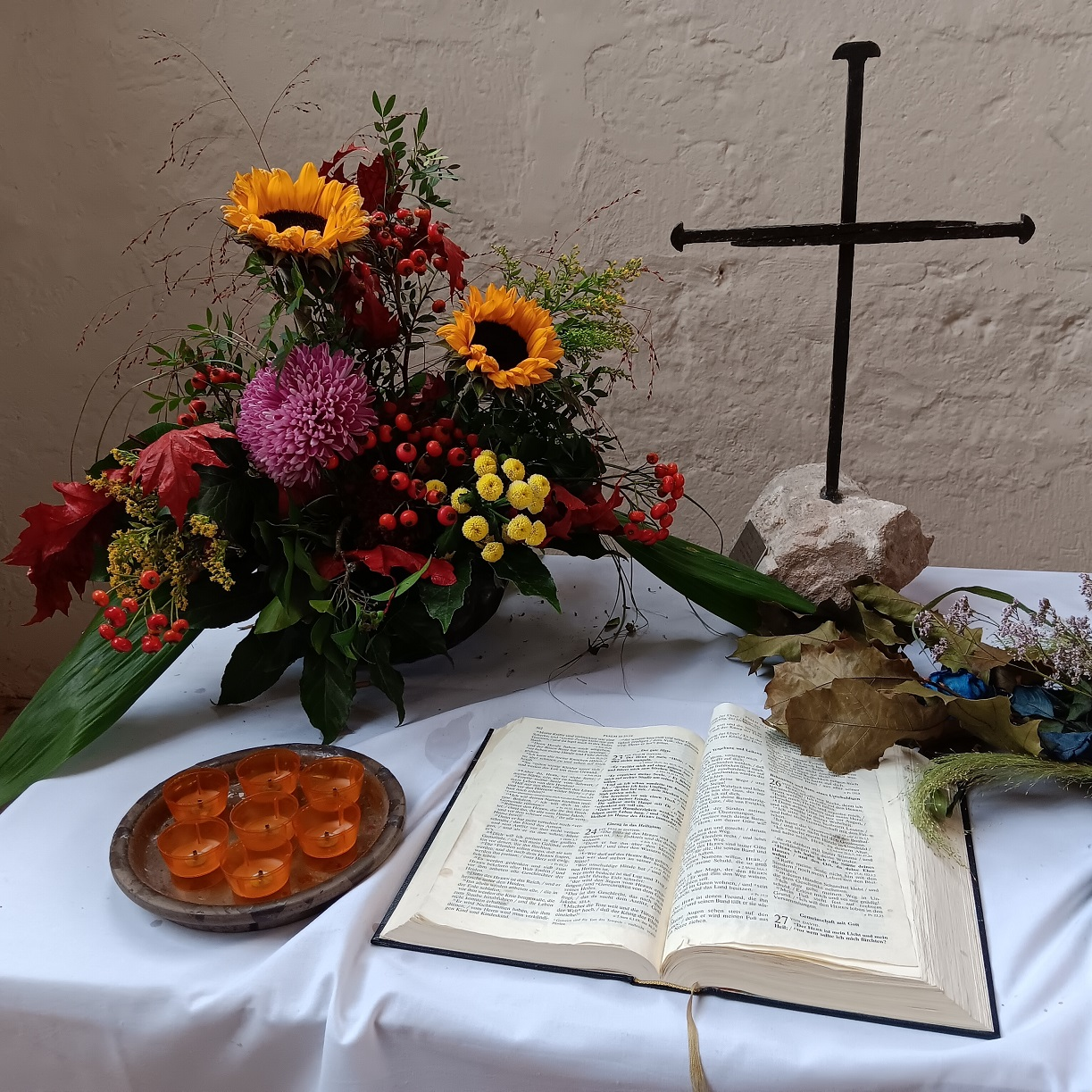
Nagelkreuz in der Jenaer Stadtkirche

Die Geschichte der Pfarrei St. Michael lässt sich aufgrund von Schriftquellen bis in die Mitte des 13. Jahrhunderts zurückverfolgen. Vor 1252 wurde der Vorgängerbau von 12 bis 15 m Länge ersetzt durch einen größeren Kirchbau von 25 m Länge. 1282 wird erstmals ein Pfarrer urkundlich erwähnt. 30 Jahre älter ist ein indirekter Hinweis in einer Urkunde des Burggrafen Otto von Kirchberg.
Das 1301 gegründete Zisterzienserinnenkloster St. Michael grenzte nördlich an die Pfarrkirche St. Michael an. Das Langhaus der Pfarrkirche stand der städtischen Kirchgemeinde offen, blieb aber den an die klösterliche Klausur gebundenen Nonnen verschlossen. Der Funktion als Klosterkirche diente im späten Mittelalter die östliche Empore im nördlichen Seitenschiff. Das Kloster wurde 1525/1526 im Zuge der Reformation aufgelöst (wie auch zwei weitere Klöster, das 1286 gegründete Dominikaner-Kloster und das 1414 gegründete Karmeliter-Kloster).
Die Reformation hatte für Jena und Umgebung eine entscheidende Bedeutung. Martin Luther predigte mehrfach in der Stadtkirche. Er disputierte in Jena (Hotel Schwarzer Bär) und in der Umgebung mehrfach mit Studenten, Freunden und Kritikern. Luthers Epitaph fand in dieser Kirche ihr dauerhaftes Zuhause.
Am 19. März 2023 – dem Jahrestag des schwersten Bombardements der Stadt Jena zum Ende des Zweiten Weltkriegs – wurde die Stadtkirchengemeinde St. Michael in die Internationale Nagelkreuzgemeinschaft aufgenommen.

## Varia
- Im Jahr 2015 wurde ein aus der Kollegienkirche Jena stammendes besticktes Antependium, das nach Ende des Zweiten Weltkriegs in die USA gelangt war und dort einer lutherischen Gemeinde in Dearborn diente, an die Universität Jena zurückgegeben.[14] Dieses Altartuch befindet sich seitdem in der Stadtkirche St. Michael Jena und wird dort jeweils zu Pfingsten verwendet. Die Universität Jena übernimmt es im Sommer 2023, um es für das Forschungsprojekt zur Geschichte des Kollegienhofes zu untersuchen und Fotos zu fertigen. Wenn der Erhaltungszustand es zulässt, soll es künftig weiterhin zu Pfingsten in der Stadtkirche Verwendung finden. Zudem will es die Universität Jena im Herbst 2024 in der Ausstellung zum Collegiums-Projekt im Stadtmuseum Jena zeigen.[15]